# 岩手開発鉄道
岩手開発鉄道株式会社（いわてかいはつてつどう）は、岩手県大船渡市で貨物鉄道を営む鉄道会社である。現在は貨物専業であるが、1992年（平成4年）3月までは旅客輸送も行っていた。
太平洋セメントが8割以上を出資する主要株主となっているが、当初の設立目的から大船渡市など地元自治体も出資しており、第三セクター方式の鉄道会社のはしりでもある。日本民営鉄道協会に加盟する。

## 事業
盛駅を起点とする全長11.5kmの日頃市線・赤崎線の2つの路線を有し、大船渡市の内陸部にある大船渡鉱山で産出される石灰石を、同市赤崎町にある太平洋セメント大船渡工場まで輸送している。2010年度の貨物輸送量は195万tで、私鉄では上位クラスの輸送量であるが、年間400万t以上あった1990年代以前の輸送量に比べると半減している。
1986年（昭和61年）から貸切バス事業にも進出したが、子会社の開発運輸に事業譲渡し、その後バス事業は廃止されている。

## 歴史
岩手開発鉄道は、地域振興と地下・林産資源などの開発を目的として設立された。盛駅から釜石線平倉駅間を結ぶ鉄道を計画したが、太平洋戦争中は工事が中断し、日頃市線として盛 - 日頃市間の鉄道が開業したのは、戦後の1950年（昭和25年）である。
当初は貨物・旅客輸送とも振るわなかったが、赤崎線盛 - 赤崎間と日頃市線日頃市 - 岩手石橋間を延伸し、小野田セメント（現在の太平洋セメント）大船渡工場の石灰石輸送を開始した後は、経営が持ち直した。しかし旅客輸送人員は、日本全国の旅客営業を行っている私鉄では常に最低で、1992年（平成4年）には旅客営業を廃止している。
- 1939年（昭和14年）
  - 6月7日：盛 - 平倉間 (29.1km) の免許取得（発起人総代岩手県知事雪沢千代治）[5]。
  - 8月17日：岩手開発鉄道設立[6]。株主は岩手県、日本製鉄、ラサ工業、東北興業、東北振興化学、東北セメント[7]。
- 1950年（昭和25年）10月21日：日頃市線 盛 - 日頃市間が開業。
- 1957年（昭和32年）6月21日：赤崎線 盛 - 赤崎間が開業（貨物営業のみ）。
- 1960年（昭和35年）6月21日：日頃市線 日頃市 - 岩手石橋間が開業。大船渡工場向けの石灰石輸送を開始。
- 1972年（昭和47年）7月：国鉄との連絡運輸を廃止[8]。
- 1976年（昭和51年）5月4日： 鉄道免許失効（岩手石橋 - 平倉間）[9]
- 1986年（昭和61年）4月：貸切バス事業開始[8]。
- 1992年（平成4年）4月1日：日頃市線の旅客営業を廃止[3][4]。
- 1996年（平成8年）2月：開発観光バス株式会社を設立、貸切バス事業を譲渡[8]。
- 2007年（平成19年）10月：開発運輸株式会社が開発観光バスを吸収合併[8]。
- 2011年（平成23年）
  - 3月11日：東日本大震災による津波で赤崎線が被災[8]。
  - 11月7日：運転再開[8]。
- 2013年（平成25年）10月1日：開発運輸株式会社が開発タイヤ株式会社を吸収合併[10]。
- 2022年（令和4年）4月1日：開発運輸株式会社が貸切観光バス事業を廃止[10]。

## 路線
- 日頃市線：盛 - 岩手石橋 9.5km 貨物線
- 赤崎線：盛 - 赤崎 2.0km 貨物線

日頃市線・赤崎線共に軌間1,067mm、単線非電化。運行上は路線の区別なく全列車が通し運行で、2007年時点では一日13往復が設定されている。

## 車両

### 現有車両
2007年（平成19年）時点で貨物列車牽引用のDD56形ディーゼル機関車4両と、石灰石輸送用のホキ100形貨車45両の計49両が在籍している。
DD56形（DD5651 - 5653）
1968年（昭和43年）から1973年（昭和47年）にかけて新潟鐵工所で製造されたセンターキャブ式ディーゼル機関車で、スタイルは国鉄DD13形に類似する。当初自重53tであったためDD53形であったが、1979年（昭和54年）に機関をDMF31SB(500ps/1500rpm)からDMF31SBI(600ps/1500rpm)に換装し56tとなったため同時に改番された。1993年（平成5年）から1997年（平成9年）にかけて、信頼性向上を目的として機関が直噴式のDMF31SDI（600ps）に再換装されている。なお、DD5652は2023年2月に廃車されている。
DD56形（DD5601）
DD53形（当時）検査時の輸送力維持を目的として、1977年（昭和52年）6月に新潟鐵工所で製造されたセンターキャブ式のディーゼル機関車。56t機で機関は当初DMF31SBI(600ps/1500rpm)を2基搭載していたが、1995年（平成7年）12月に直噴式DMF31SDI(600ps)へ換装された。
DD56形（DD5602）
DD5652の代替機として2023年に新潟トランシスで製造された。
ホキ100形 (101・102・105 - 107・109 - 114・116・119 - 138・140 - 152)
小野田セメント大船渡工場への石灰石輸送用として新造された35 トン 積の貨車（ホッパ車）である。1960年（昭和35年）に13両が配備され、2000年（平成12年）まで増備された。国鉄セキ3000形貨車との同一設計であるが、両側の下部の荷卸開戸が電動式となっているのが特徴（国鉄セキ3000は手回し式の手動）。1996年（平成8年）より保守簡略化の観点から台車がコロ軸受けのTR213C形・TR225形へ交換されている。

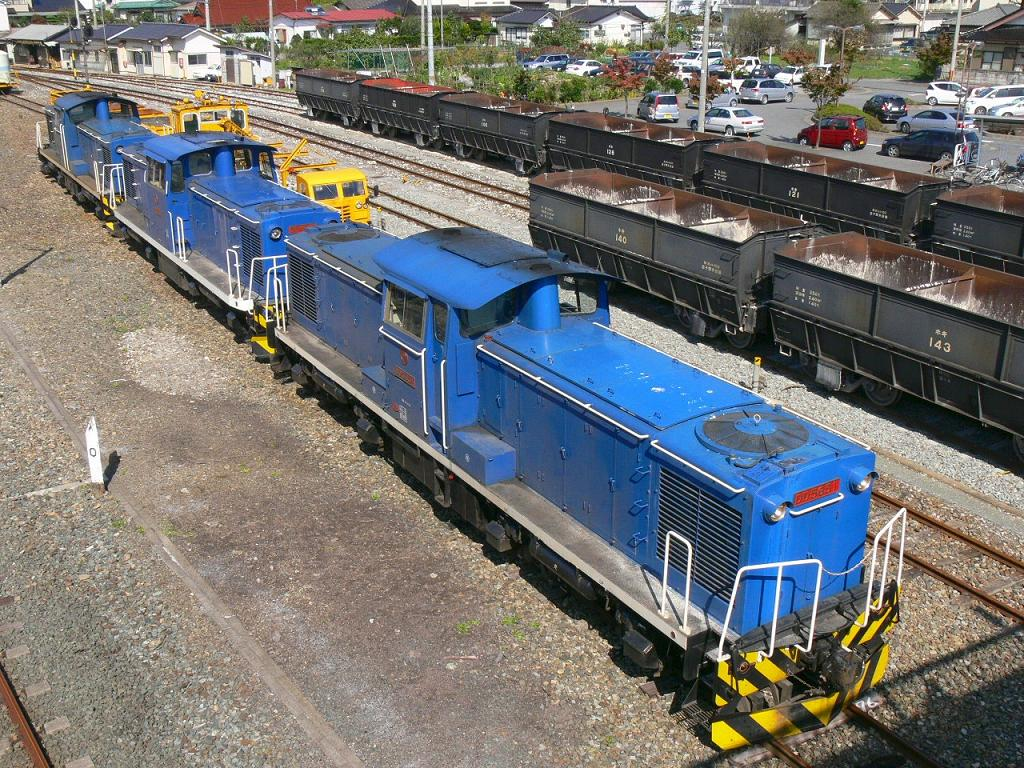
DD56形5651・5601・5653号機 （2006年 盛駅）
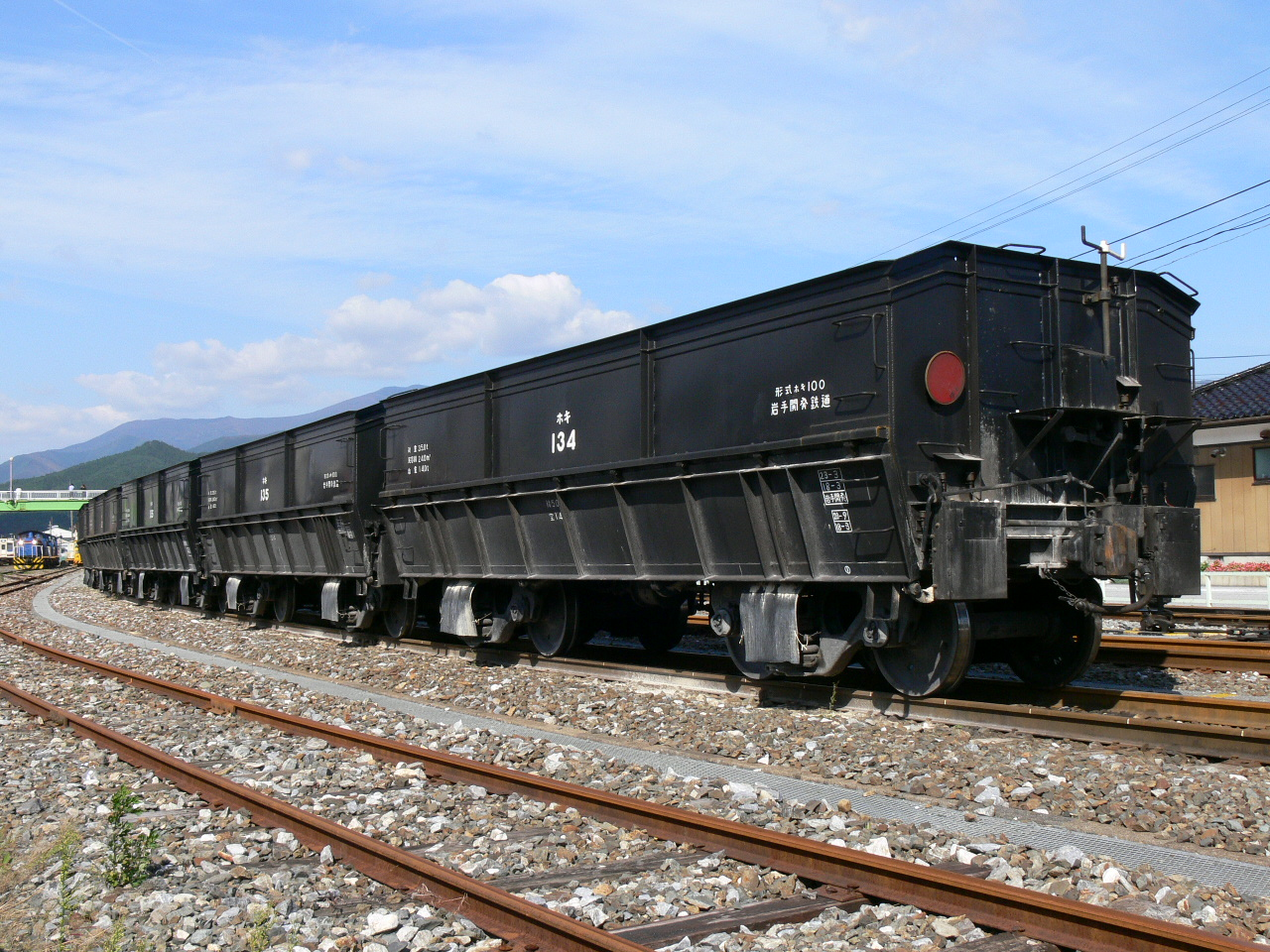
ホキ100形（2006年 盛駅）

### 過去の車両
キハ202
1968年（昭和43年）に新潟鐵工所で製造されたオリジナルの気動車で、全長12m、2扉の小型車両であった。盛 - 岩手石橋間の旅客輸送に運用された。1992年（平成4年）4月の旅客輸送廃止後はしばらく軽入換に使用された後に休車、1997年（平成9年）3月に廃車となった。その後は盛駅構内に留置されていたが、2002年（平成14年）2月に長安寺駅側線で解体された。
キハ301
詳細は「夕張鉄道キハ200形気動車」を参照
夕張鉄道から1975年（昭和50年）に譲り受けた。旅客輸送廃止後は個人に売却されたものの、引渡しがされず結局2001年（平成13年）7月に長安寺駅側線で解体された。
DB15形 (DB1511)
1957年（昭和32年）に新三菱重工業で製造されたL字形の岩手開発鉄道最初のディーゼル機関車。1973年（昭和48年）廃車。
DC38形 (DC3821)
1973年（昭和48年）廃車。
DD38形 (DD3831 - 3832)
1960年（昭和35年）に東洋工機で製造されたセンターキャブ式のディーゼル機関車。DD53形の登場までの主力。1974年（昭和49年）廃車。
DD43形 (DD4341)
1963年（昭和38年）に東洋電機で製造されたセンターキャブ式のディーゼル機関車。故障が多かったという。1985年（昭和60年）廃車。

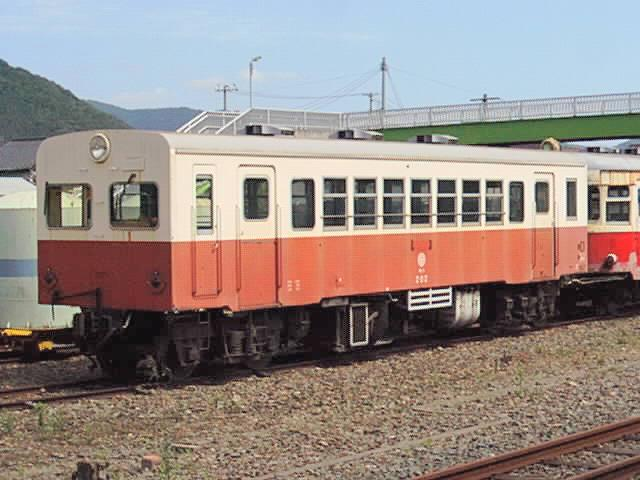
キハ202。右後方がキハ301。
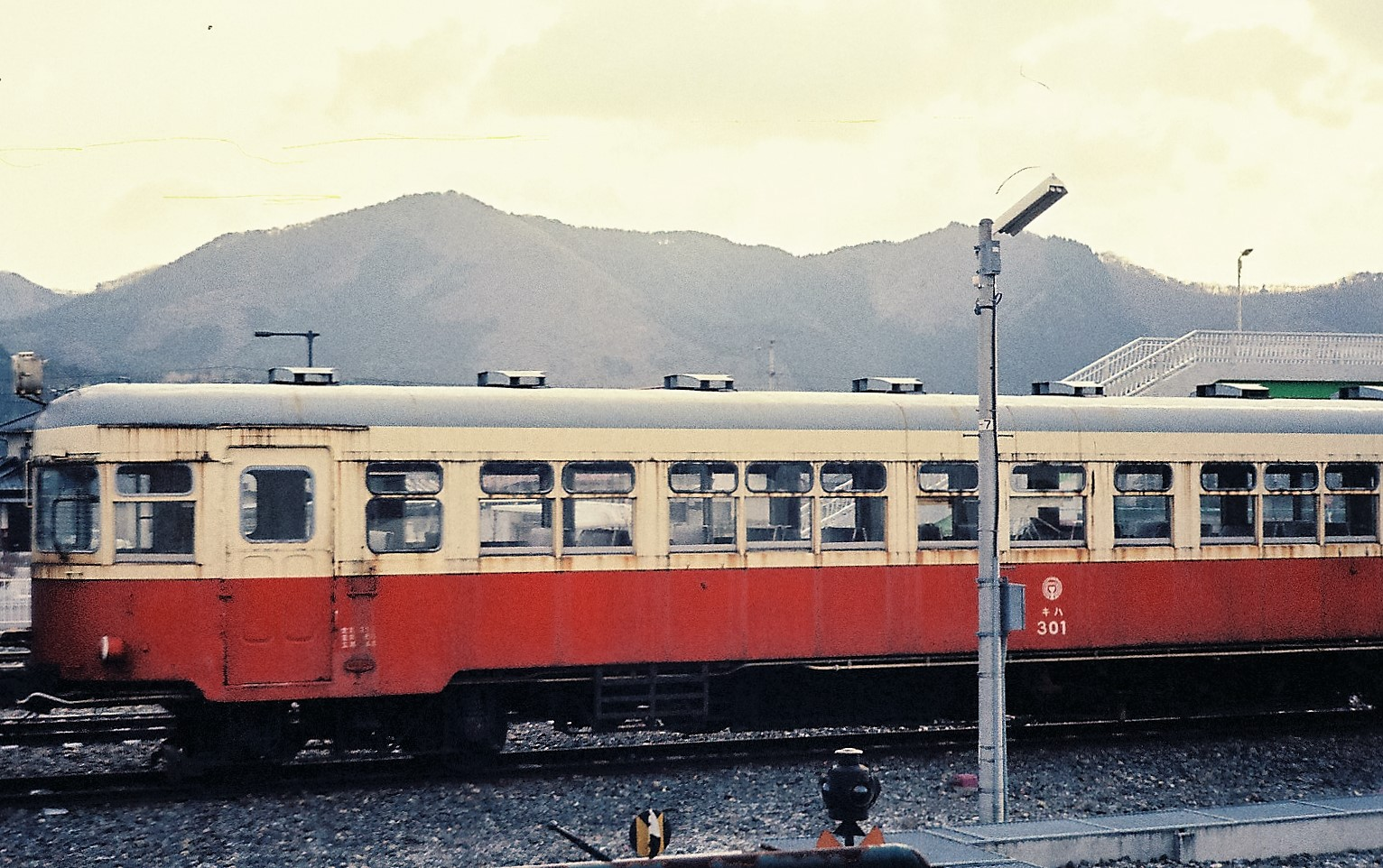
キハ301（盛駅、1992年2月19日）
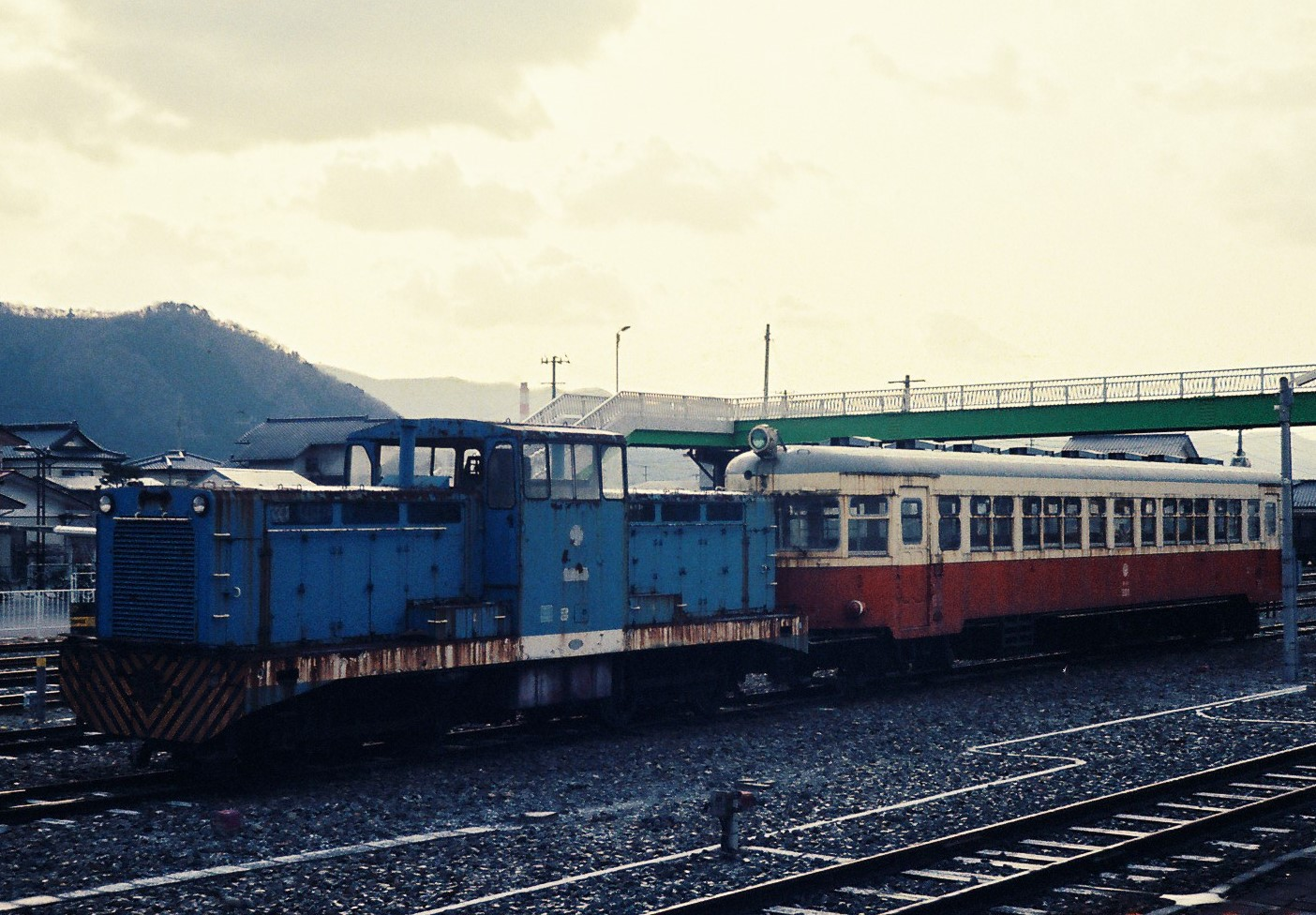
留置されていたDD43形、後方はキハ301（盛駅、1992年2月19日）

## 関係会社
- 岩手開発産業株式会社
- 開発運輸株式会社
  - 一般貨物自動車運送事業およびタイヤ販売業を行っている。かつては貸切バス事業を行っていたが、2022年に廃止した。
- 株式会社カイハツ総合設備